# Michael Heinrich Reinhard senior

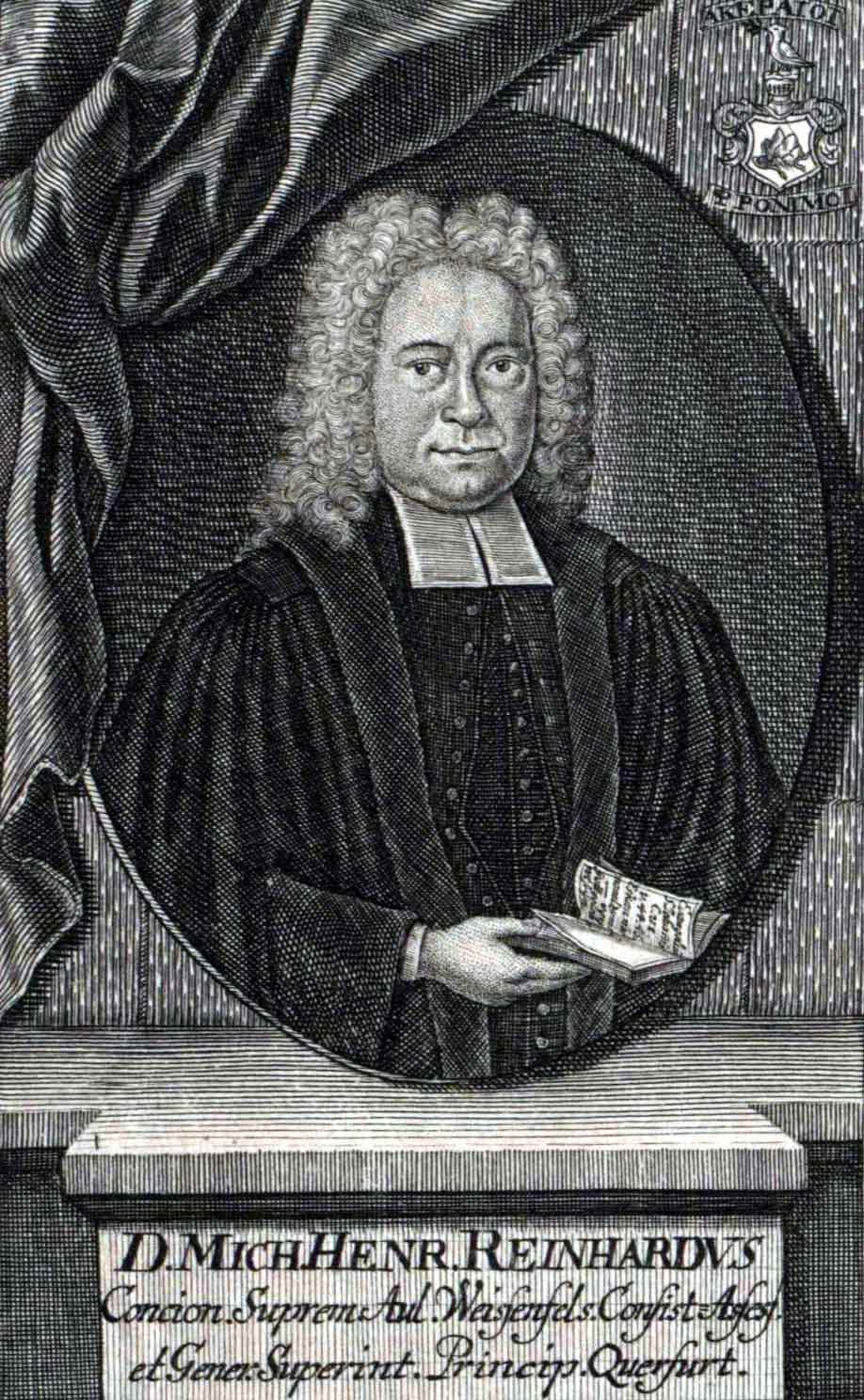

Michael Heinrich Reinhard (auch: Reinhardt, Reinhart; * 18. Oktober 1676 in Hildburghausen; † 1. Januar 1732 in Weißenfels) war ein deutscher evangelisch-lutherischer Theologe.

## Leben
Michael Heinrich war ein Sohn des Superintendenten und Konsistorialassessors Johann Reinhard. Zuerst in der Heimatstadt eine Schulausbildung erhaltend, wechselte Reinhard 1692 auf die Lateinschule Torgau über. Nach deren Abschluss begann er ab dem 14. April 1694 ein Studium der Theologie an der Universität Wittenberg. Anfängliche philosophische Studien absolvierte er bei Gottlieb Wernsdorf, Valentin Ernst Löscher, Theodor Dassov, Michael Strauch, Johann Baptist Röschel, Georg Friedrich Schröer, Johann Christoph Wichmannshausen und Christian Vater. Seine theologische Bildung wurde vor allem durch Johann Deutschmann, Caspar Löscher, Philipp Ludwig Hanneken und Johann Georg Neumann geprägt. So angeleitet erwarb sich Reinhard 28. April 1696 den akademischen Grad eines Magisters der Philosophie. Nach kurzzeitiger theologischer Weiterbildung bei Johann Benedict Carpzov an der Universität Leipzig, wurde Reinhard 1698 Adjunkt an der philosophischen Fakultät der Wittenberger Hochschule.
Im Jahr darauf nahm er eine Stelle als Konrektor an der Stadtschule Meißen an. Schon im Folgejahr, 1700, wechselte er als Rektor an die Schule in Hildburghausen. 1713 übernahm er das Amt des Hofpredigers der sächsischen Kurfürstin Christiane Eberhardine und eines Diakons in Pretzsch, wo er bis 1721 verblieb. Sodann folgte Reinhard der Berufung als Superintendent und Konsistorialassessor nach Sondershausen. Durch diese Stellung bedingt, wurde er an der Wittenberger Hochschule im Februar 1721 Lizentiat der Theologie und am 4. März 1721 zum Doktor der Theologie promoviert. Wie schon zuvor in Hildburghausen gründete er auch in Sondershausen ein Waisenhaus. 1730 wechselte Reinhard als Oberhofprediger des Herzogs Christian von Sachsen-Weißenfels, als Kirchenrat und Generalsuperintendent des Fürstentums Querfurt nach Weißenfels.
Literarisch machte er sich einen Namen, da er die von Valentin Ernst Löscher in Dresden 1701 begonnenen Unschuldigen Nachrichten von alten und neuen theologischen Sachen fortführte. Ab 1720 erschienen diese unter dem Namen Fortgesetzte Sammlung von alten und neuen theologischen Sachen (bis 1731). Für beide Publikationsreihen verfasste Reinhard zahlreiche Beiträge. Daneben brachte er noch weitere Veröffentlichungen heraus, wobei hier vor allem seine Abhandlungen über hebräische Altertümer im Vordergrund standen. Bei seinen Zeitgenossen stand er aufgrund seines sozialen Engagements, in seinen Gemeinden, in großem Ansehen.

## Familie
Reinhard hatte sich am 20. September 1700 in Belzig mit Rosina Magdalena Wächtler († 24. Dezember 1778 in Weißenfels), der Tochter des Beltziger Superintendenten Jacob Wächtler (1638–1702) verheiratet. Aus dieser Ehe stammen sieben Kinder, zwei Söhne und fünf Töchter:
- Rosina Magdalena Adelheid Reinhard (~ 12. Juni 1701 in Hildburghausen; † 11. Juli 1727 in Sondershausen) verh. am 17. September 1726 in Sondershausen mit dem Arzt und Stadtphysicus in Sondershausen Christian Wilhelm Siegfried
- Julius Sebastian Gottlieb Reinhard (~ 2. Mai 1703 in Hildburghausen; begr. 8. Oktober 1703 ebenda)
- Sophia Catharina Friderike Reinhard (~ 25. Januar 1705 in Hildburghausen) verh. am 21. November 1729 in Sondershausen mit Hof- und Konsistorialrat in Sondershausen Caspar Paul Janus († 15. September 1731 Sondershausen), verh. II. 1738 in Weißenfels mit sächs. weißenfelsischen Rat und Amtsvogt Georg Wilhelm Dathe[3]
- Michael Heinrich Reinhard junior (* 8. Mai 1706 in Hildburghausen; † 17. März 1767 in Belzig)
- Johanna Sophia Reinhard (~ 15. März 1708 Hildburghausen † 27. Juni 1757 Weißenfels (unverh.))
- Rosina Salome Charlotte Reinhard (~ 26. Mai 1711 in Hildburghausen; begr. 23. April 1712 ebenda)
- Felicitas Theodora Reinhard (~ 24. August 1713; † jung)

## Werke (Auswahl)
- Confessiois Tetrapolitanae Historia, Präs. M. Gottlieb Wernsdorf, d. 12. Sept. Wittenberg 1694, 4. Aufl. Wittenberg 1721 (Online)
- D. Jo. Reinhards Glaubens-Systema. Wittenberg 1695
- Sepultura animalium, Hebraeis usitata, Präs. Theodor Dassov L. S. & Oriental. Prof. P. d. 7. Jul. Wittenberg 1697 (Online), Wittenberg 1714 (Online), Wittenberg 1736 (Online)
- Cibos Hebraeorum prohibitos expositos Disp. I. Resp. Seb. Müller, d. 16. jun. Wittenberg 1697 (Online)
- Cibos Hebraeorum prohibitos expositos Disp. II. Resp.Christoph Liskio, d. 9. Okt., Wittenberg 1697 (Online)
- Elementa Linguae Hebraeae cum remissionibus ad Wasmuthum, Hilligerum & Schickard. Wittenberg 1697, Hildburghausen 1719
- De Sacco & Cinere ex antiquitate Hebraea XII. Cal. Mai, Resp. Christoph Liskio. Wittenberg 1698 (Online)
- Organophylacion musicum Codicis Hebraei. Disp. pro loco. Resp. M. Christoph Liskio. Wittenberg 1699 (Online)
- Schemata Grammaticae Latinae cum Paradigmatus, aliquot Epist. Cic. & Compendio Libri Memorialibus Cellariani. Hildburghausen 1701
- Praefation über das Hildburgische Gesangbuch. Hildburghausen 1702
- Der Thron der Unsterblichkeit bey der Durchl. Fürstin, Fr. Sophien Henrietten Beystezung, d. 22. Nov. entworfen. Hildburghausen 1702
- Gratulatio Illustri Viro Jo. Georgio Zangio, Hilperhusa Arnstadium abeunti scripta. Hildburghausen 1703
- Jo. Eliae Ulichio, Pastori hactenus Burckardiswaldensi cum apud Haynensis MDCCIV. sacrum Diaconi munus obiret, Gratulatio facta per Theophilium Kreidern Misenae, 2. pl. 4. de Cantico Symboli Apostolici etc. Hildburghausen 1704
- Das aus merkwürdigen Fünffen zu hohen Glück und allem Fürstl. Segen aufgewachsene Funfzig, S. T. Herrn Ernsts des IV. Herzogs zu Sachsen etc. Hildburghausen 1705
- Programma de Voluptate Eruditorum ad Exercitium Oratorium d. VIII Febr. septem discipulorum publice declamantium de argumentis ad studia literarum excitantibus. Hildburghausen 1706
- Programma de ambitione honesta, mense April, fol. Hildburghausen 1707
- Unverweckliche Gedächtniß-Blumen bey dem Grabe Georg Otto, eines Alumni I. Classis Parentation, den 4. Mart. Hildburghausen 1707
- Invitatio zu einem Exercitio Oratorio von 4. Alumn. nebst eingemischtem Dramate sacro, d. 14. April. Hildburghausen 1707
- Die grösseste Glückseligkeit Fr. Adelheit, Hn. M. Jo. Henr. Thameri, gewesenen Eheliebste Parent. d. 21. May. fol. Hildburghausen 1707
- Invitatio zu einem Exercitio Oratorio von 4. Alumn. nebst eingemischtem Comoedia von der Eviana, d. 14. Dec. Hildburghausen 1707
- Praschii Primordia Latini sermonis u nova accessione de Prosodia. Hildburghausen 1707
- Gottselige Liebhaber des Creutzes Christi und alle Hohe Wohlthäter sämtliche Herren Inspectores und Vornehme Patronos hiesiger löblichen Schule invitiret zu einem angestellten geistlichen Exercitio Oratorio und erbaulichen Action von dem Leiden und Sterben unsers einigen Erlösers. Hildburghausen 1707 (Online)
- Auff Gnädigste Erlaubniß Hoch-Fürstlicher regierender Landes-Herrschafft, Werden zu einem angestellten Schau-Spiel von dem Fall und Erlösung des Menschlichen Geschlechtes unter dem Bilde der Eviana, Sämtliche Hohe Collegia hiesiger Hoch-Fürstl. Residentz, ... als Patroni unserer Schule ... jedes Stand und Würden, ehrerbietigstem Respect invitiret: [Hildburghausen, den 14. Decembr. 1707]. Hildburghausen, 1707 (Online)
- De obitu summi theologi, D. Gottlieb Wernsdorffii epistola. Sondershausen 1729 (Online)
- Cellaeii Liber Memorialis und erleichterte Lateinische Grammat. Hildburghausen 1708
- Disp. Cornel. Taciti . . . foeminis illustribus Galliae. Resp. Henr. Huyszenius, Essendiensis, cum Hilperhusas Mulas valere juberet XXI, Mart. Hildburghausen 1708
- Disp. de Moralis doctrinae & praecipue Morbum voluntatis genuino Systemate. Resp. Dan. Guil. Brunnquell, qui cum Opponentibus Vogtio % Ottone Musas patrias valere jubebat. Hildburghausen 1708
- Kurtze Nachricht von denen Lider-Autoribus im Hilperhäusischen Gesang-Buche. Hildburghausen 1709
- Pentas Conatuum sacrorum, de Scripturae sensu apparente. Hildburghausen 1709
- Pentas Conatuum sacrorum, de Justitiae divinae . . . typica. Hildburghausen 1709
- Pentas Conatuum sacrorum, de Nic. Lyrano nunquam Judaeo. Hildburghausen 1709
- Pentas Conatuum sacrorum, de Interprete religioso. Hildburghausen 1709
- Pentas Conatuum sacrorum, de Caino desperante. Hildburghausen 1709
- Disp. de Ratione Humana e Principiis Physiologicis considerata, Mense April. Resp. Nicol. Guil. Dresselio
- Gratulatio D. D. Henr. Pippingio, Sacrorum Primi Antistitis in aula Dresdensi honorem capessenti, Renati Andreae Cortumi translatio Esaiae vernacula examinatur. Hildburghausen 1709
- Inuitation zum Theatralischen Schauspiel, Josaphats kluge Regenten-Sorge. Hildburghausen 1709
- Summos honores D. J. Kieslingio in Acad. Lipsiensis Jubilaeo MDCCIX Non. Dec. collatos gratulatur M. H. R. defenditur Conatus IV & V. in Pentade adversus M. Ortlobium, 2. pl. de praejudicio auctoritatis in interpretanda Scriptura & de Caino desperante Gen. IV. Hildburghausen 1709
- Relatio aus dem Pernasso, welche am 3. Jun. bey dem Langguth-Cyprianischen Hochzeit-Feste im Pastorat zu Breitenbach einliese, von der Benedictione sacerdotali contra Struvium Halens. Hildburghausen 1710
- Barometrum, das menschliche Leben unter dem Bilde eines Wetter-Glases in einer Danck- und Gedächtniß-Rede vorgestellt auf. Fr. M. E. Kühnin Begräbniß, 2. Sept. Hildburghausen 1711
- Variantes Novi Testamenti Lectiones 2. Jo. Millio aliisque collectas, speciminis loco ex Matth. I. cap. expendit & scholam Hilpershusanam valere jubet. Resp. Christoph Ludovic. Reinhard, XI. Mart. Hildburghausen 1711
- Progr. de artibus Satanae, quibus miracula divina impugnauit, ad Actum Orat. de VIII. Miraculis Mortis Christi X. Cal. Apr. ab VIII. Alumnis in prosa & carmine germanice, latine, graecee institutum. Hildburghausen 1713
- Das allerhöchst erfreute Nahmens-Fest Caroli VI. Römischen Kaysers, den 28. Jan. ward in einem Eercitio Oratorio von 6. Discipeln, mit einem darzwischen vermengten Theatralischen Reim-Gedichte auf dem Fürstlichen Theatro zwey Abend nacheinander celebriert. Hildburghausen 1712
- Geistl. Andachts-Opfer oder Hilperhäusisches Gebet Buch. Hildburghausen 1712
- Disp. de Miraculis, qua Ben. Spinozae, Ben. Connoris, Jo. Lockii aliorumque sententiae expenduntur & Patronos valere jubet. Resp. Jo. Ben. Reinhard Sus, de 17. Oct. Hildburghausen 1711
- Memoriale Historicum. Hildburghausen 1713
- Das getroste und unverzagte Hertz eines rechten Israeliten in einer Gedächtniß-Predigt bey dem Ableben des Sondershausischen Herrn Hoff. und Cammer-Rath Herrn Heinrich Bernhard Rhäsa, den 30. Jul. Sondershausen 1723
- Progr. de Principis Christiani cura circa scholas & ecclesias, itemque jure Episcopali. Sondershausen 1726
- Diss. theol. qua liturgia ecclesiae evangelicae, liturgiae apostolicae, Act. II, 42. recensitae, conformis adversus E. Renaudotii obiectiones vindicatur. Präs. Johann Wilhelm Jahn. Wittenberg 1721 (Online)

## Weblink
- Michael Heinrich Reinhard in der Deutschen Digitalen Bibliothek